# São João das Missões
São João das Missões – miasto i gmina w Brazylii, w stanie Minas Gerais.